# Classe ATC B01
La classe ATC B01, dénommée « Agents antithrombotiques », est un sous-groupe thérapeutique de la classification anatomique, thérapeutique et chimique, développée par l'OMS pour classer les médicaments et autres produits médicaux. La classe ATC vétérinaire correspondante dans la classification ATCvet est QB01. Le sous-groupe présenté ici est celui établi par l'OMS, et peut donc différer des versions dérivées utilisées dans certains pays. Il fait partie du groupe anatomique B de la classification, intitulé « Sang et organes hématopoïétiques ».

## B01A Antithrombotiques

### B01AA Antivitamines K
B01AA01 Dicoumarol
B01AA02 Phénindione
B01AA03 Warfarine
B01AA04 Phénprocoumone
B01AA07 Acénocoumarol
B01AA08 Biscoumacétate d'éthyle (en)
B01AA09 Clorindione
B01AA10 Diphénadione
B01AA11 Tioclomarol (en)
B01AA12 Fluindione

### B01AB Groupe de l'héparine
B01AB01 Héparine
B01AB02 Antithrombine III
B01AB04 Daltéparine
B01AB05 Enoxaparine
B01AB06 Nadroparine
B01AB07 Parnaparine (en)
B01AB08 Réviparine (en)
B01AB09 Danaparoïde
B01AB10 Tinzaparine (en)
B01AB11 Sulodexide (en)
B01AB12 Bémiparine (en)
B01AB51 Héparine en association

### B01AC Inhibiteurs de l'agrégation plaquettaire, héparine exclue
B01AC01 Ditazole (en)
B01AC02 Cloricromène (en)
B01AC03 Picotamide (en)
B01AC04 Clopidogrel
B01AC05 Ticlopidine
B01AC06 Acétylsalicylique acide
B01AC07 Dipyridamole
B01AC08 Carbasalate calcique (en)
B01AC09 Époprosténol
B01AC10 Indobufen (en)
B01AC11 Iloprost
B01AC13 Abciximab
B01AC15 Aloxiprine
B01AC16 Eptifibatide
B01AC17 Tirofiban
B01AC18 Triflusal (en)
B01AC19 Béraprost
B01AC21 Tréprostinil
B01AC22 Prasugrel
B01AC23 Cilostazol
B01AC24 Ticagrelor
B01AC25 Cangrelor
B01AC26 Vorapaxar
B01AC27 Sélexipag
B01AC30 Associations d'inhibiteurs de l'agrégation plaquettaire
B01AC56 Acide acétylsalicylique et inhibiteurs de pompe à protons

### B01AD Enzymes
B01AD01 Streptokinase
B01AD02 Altéplase
B01AD03 Anistreplase (en)
B01AD04 Urokinase
B01AD05 Fibrinolysine (en)
B01AD06 Brinase (en)
B01AD07 Retéplase (en)
B01AD08 Saruplase (en)
B01AD09 Ancrod
B01AD10 Drotrécogine alfa (activée) (en)
B01AD11 Ténectéplase
B01AD12 Protéine C

### B01AE Inhibiteurs directs de la thrombine
B01AE01 Désirudine
B01AE02 Lépirudine
B01AE03 Argatroban
B01AE04 Mélagatran
B01AE05 Ximélagatran
B01AE06 Bivalirudine
B01AE07 Dabigatran étexilate

### B01AF Inhibiteurs directs du facteurXa
B01AF01 Rivaroxaban
B01AF02 Apixaban
B01AF03 Edoxaban

### B01AX Autres antithrombotiques
B01AX01 Défibrotide (en)
B01AX04 Dermatan sulfate
B01AX05 Fondaparinux